# Dodonaea pachyneura
Dodonaea pachyneura är en kinesträdsväxtart som beskrevs av Ferdinand von Mueller. Dodonaea pachyneura ingår i släktet Dodonaea och familjen kinesträdsväxter. Inga underarter finns listade i Catalogue of Life.